# هایکانگ
هایکانگ (به لاتین: Haicang District) یک سکونتگاه مسکونی در جمهوری خلق چین است که در شیامن واقع شده‌است.